# Spinus psaltria
Spinus psaltria là một loài chim trong họ Fringillidae.